# Lagocephalus spadiceus
Lagocephalus spadiceus, conosciuto comunemente come pesce palla dorato, è un pesce d'acqua salata appartenente alla famiglia Tetraodontidae.

## Distribuzione e habitat
Questa specie è diffusa nel Mar Rosso e nell'Oceano Indiano, ma si può trovare anche nel mar Mediterraneo, in cui si è stabilito in seguito a migrazione lessepsiana .

## Veleno
I suoi organi interni (come il fegato, la cistifellea e gli organi sessuali) contengono un potente veleno mortale chiamato tetradotossina.